# Френсіс Мідов Саткліфф
Френсіс Мідов Саткліфф (англ. Francis Meadow Sutcliffe, 6 жовтня 1853, Хедінглі, Лідс, Велика Британія — 31 травня 1941, Уітбі, Велика Британія) — англійський фотограф, представник пікторіалізму.

## Біографія
Френсіс Мідоу Саткліфф народився в сім'ї художника, викладача та художнього критика Томаса Саткліффа. Батько прищепив Френку любов до мистецтва, він же навчив його фотографувати і використовувати фотокамеру як художній інструмент.
Перед хлопчиком стояв вибір — бути художником або фотографом, цей вибір зробила за нього мати, що вважала художників божевільними, сказавши одного разу: «Якщо ти станеш художником, я задушу тебе власними руками…» Безсумнівно, це було сказано не серйозно, але своє небажання бачити сина художником цією фразою вона висловила абсолютно ясно.
Почав фотографувати в 1868 році з великою і громіздкою камерою, яка знімала на скляні пластини 15 на 12 сантиметрів.
У 1874 році він відкрив фотоательє в Танбрідж-Велсі в графстві Кент, пізніше переїхав до міста Уітбі в Північному Йоркширі. Тут він був успішним портретним фотографом. Проте визнання сучасників і нащадків приніс йому інший фотографічний жанр: Саткліфф перший в історії фотографії створив фотопортрет англійського міста кінця вікторіанської епохи. Його фотографії, на яких відображені сценки з міського життя, так і хочеться назвати репортажними, хоча з наявним у нього обладнанням він не міг робити моментальних знімків.
Однією з найзнаменитіших фотографій, зроблених Френком Мідоу Саткліфф, можна назвати знімок «Водяні пацючата», який був зроблений в 1886 році. Це постановочне фото, на якому зображені діти, що грають у воді. Це фото настільки добре передавало емоції, було неймовірно живим, що стало настільки популярним, що принц Уельський, майбутній король Едуард VII, замовив собі велику копію цієї фотографії.
Саткліфф проявив талант не тільки в фото, він багато писав на фотографічні теми, це були статті і навіть гумористичні оповідання про фотографів, які друкувалися в кількох друкованих виданнях. Він був членом «Королівського фотографічного товариства», а в 1892 році став одним із засновників знаменитого лондонського фотоклубу «Linked Ring». Френк Саткліфф пішов на пенсію в 1922 році і майже до самої смерті виконував обов'язки куратора Уітбінського літературного та філософського товариства.

## Галерея

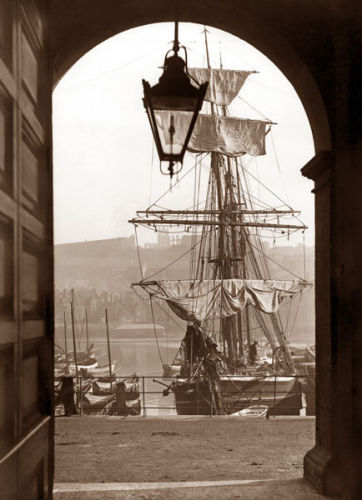
Френсіс Мідоу Саткліфф. Уітбі, 1890
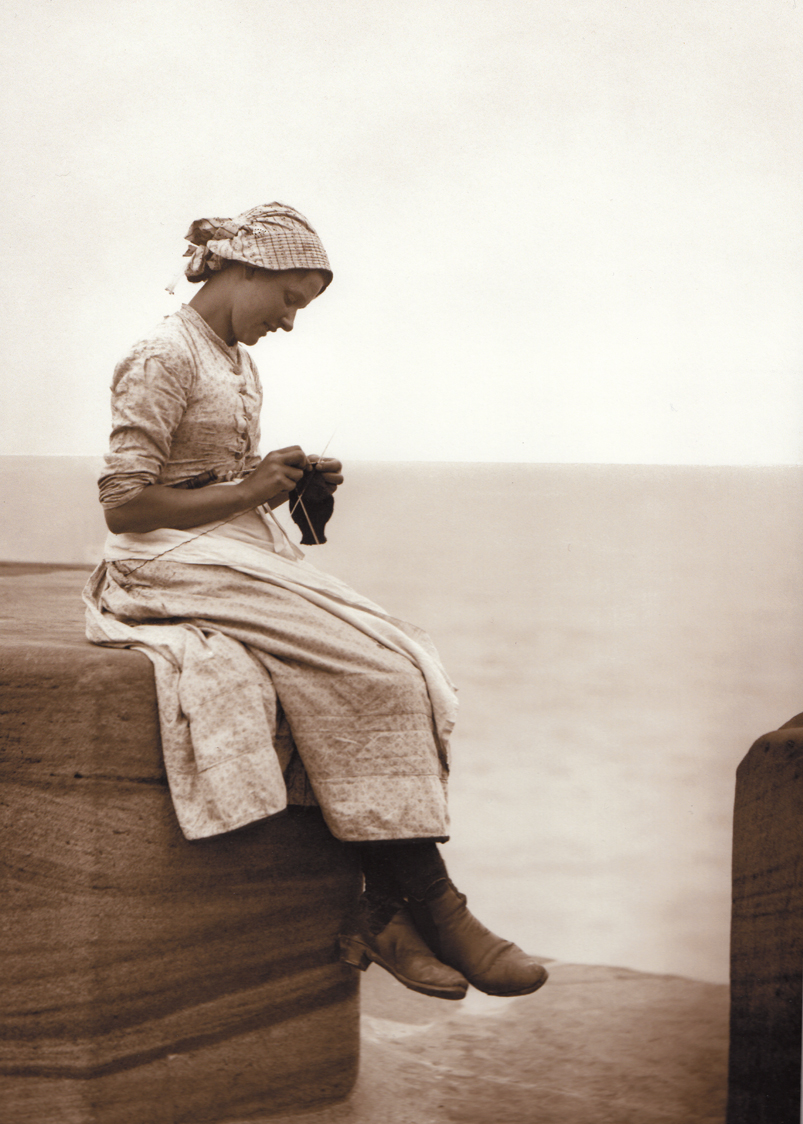
Френсіс Мідоу Саткліфф. Без назви, 1889
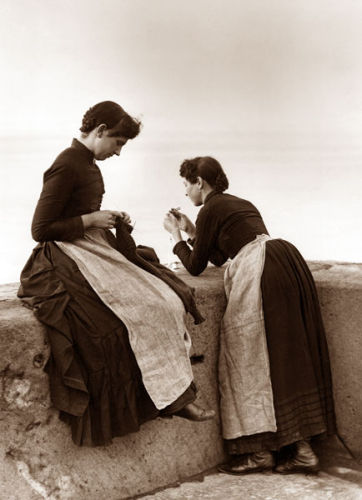
Френсіс Мідоу Саткліфф. Жінки, 1889
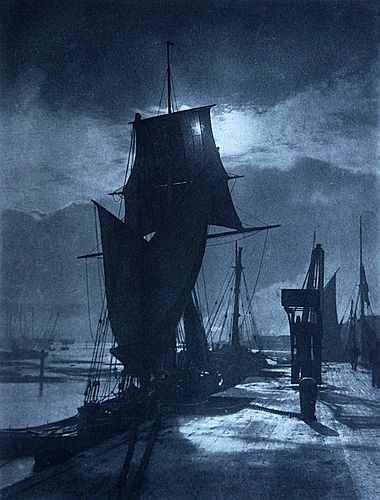
Френсіс Мідоу Саткліфф. Без назви, 1889
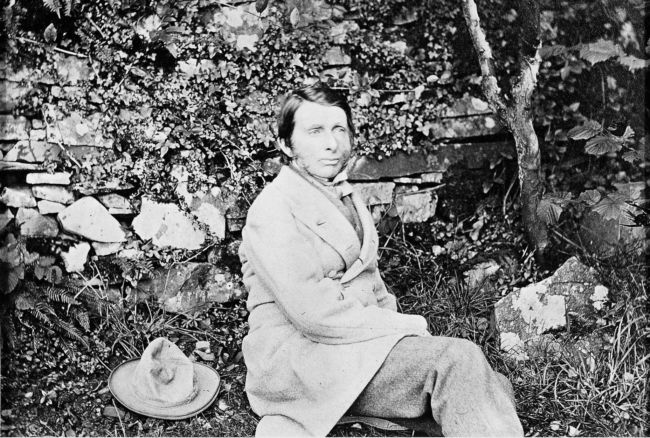
Френсіс Мідоу Саткліфф. Портрет Джона Раскіна, 1873
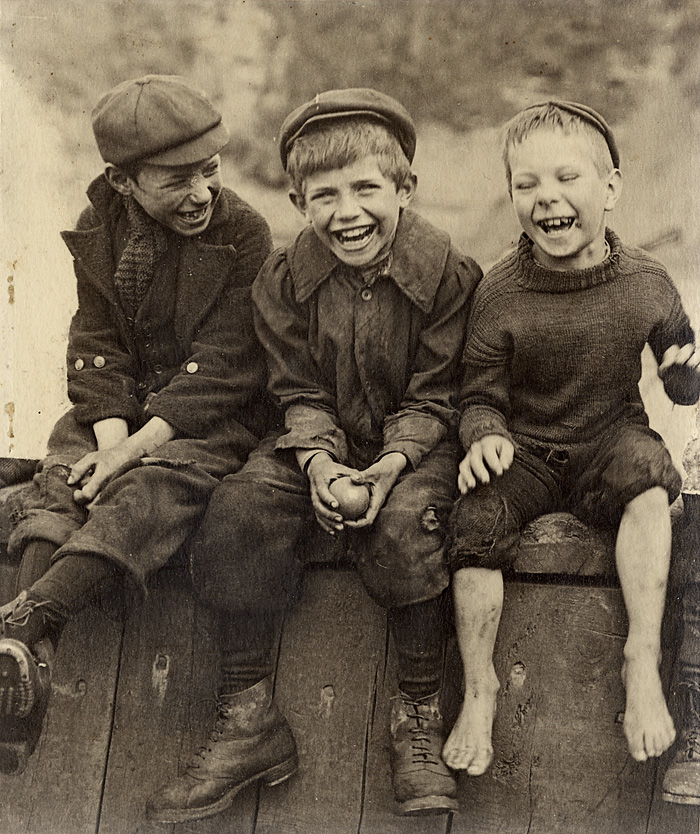
Френсіс Мідоу Саткліфф. Три щасливих хлопчика, 1889